# Mezőssy László
Mezőssy László, Mezősy (1812 körül – Tolcsva, 1893. október 18.) hegyaljai birtokos Tolcsván (Zemplén megye).

## Élete
Megyei hivatalt viselt; az 1848-49. szabadságharcban ő is fegyvert fogott. Később többször föllépett mint képviselőjelölt antiszemita programmal; de kasznárja, pincemestere mindhalálig zsidó volt. A politikával és gazdasággal sokat foglalkozott és írt a lapokba. Közeli ismeretségben volt Andrássy Gyula gróffal, több epizódot éltek át a gróffal, melyet jóízűen tudott elmondani. Később Tolcsváról Simai pusztájára (Szabolcs megye), majd Pozsonyba tette át lakását és 1891-ben visszaköltözött Tolcsvára.
Cikkei a Borászati Lapokban (1858. Válasz Lónyay Gábornak, 1861. Borászat Hooibrenk mívelési módja a Hegyalján, 1859-61.); a Vasárnapi Ujságban (1857-58. A legjobb bor); a Borászati Csarnokban (1863. Vidéki tudósítások Tolcsváról); a Tokaj-Hegyaljai Albumban (1867. Hegyalja szőlőmívelése); a Honban (1879. 87-89. sz. Az uj épületben 1849. júl. 19-től nov. 10-ig); a Szabolcsmegyei Közlönyben (1879. 5-9. 1848-49. sz. Naplójegyzetek); a Nyirvidékbe is irogatott, az 1848-49. Tört. Lapoknak is munkatársa volt.
Álneve: Taposó Bálint.

## Munkái
- Nyirvizszabályozó. Tragico-sarcastico-humoristicus korrajz. Sárospatak, 1883. Térképpel.
- A nyiregyházi háromszoros választás. Nyiregyháza, 1884.
- Ne bántsd a zsidót, vagy hogy kell a zsidó kérdést megoldani. Uo. (1884).
- Egy öreg táblabiró eszméi a felelős kormány és az autonomikus megyékről. Ugyanott, 1889.